# エロディアード

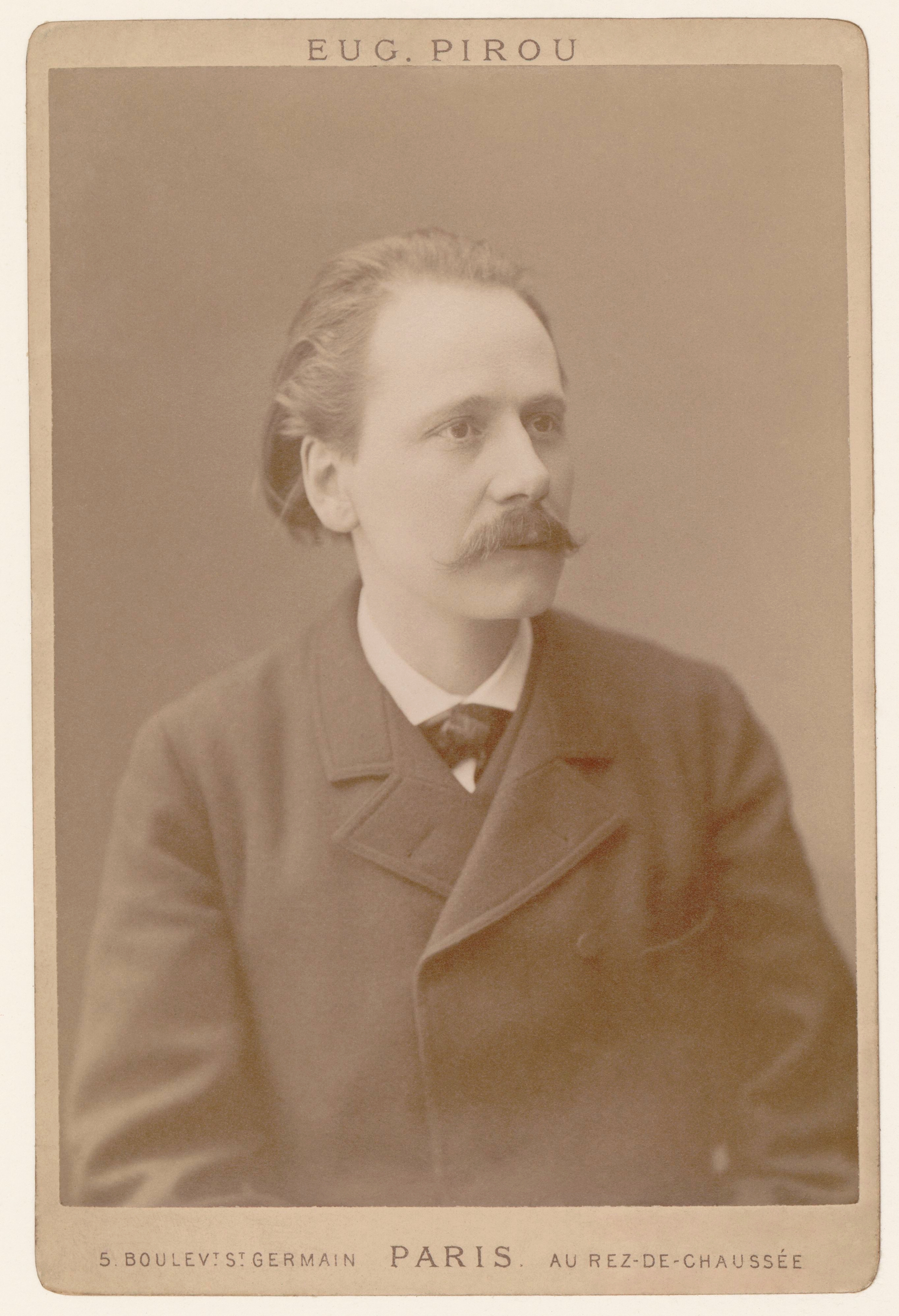
1895年ピルー撮影のマスネ

『エロディアード』(仏: Herodiade)は、ジュール・マスネによる4幕6場のグランド・オペラで、初演はモネ劇場（ブリュッセルのベルギー王立歌劇場）で1881年12月19日に行われた（初演時は3幕5場構成版）。リブレット はポール・ミーリエ（Paul Milliet）及びアンリ・グレモン（Henri Gremont）により、フランス語で書かれている。ギュスターヴ・フローベール の小説『三つの物語』を素材としている。

## 概要

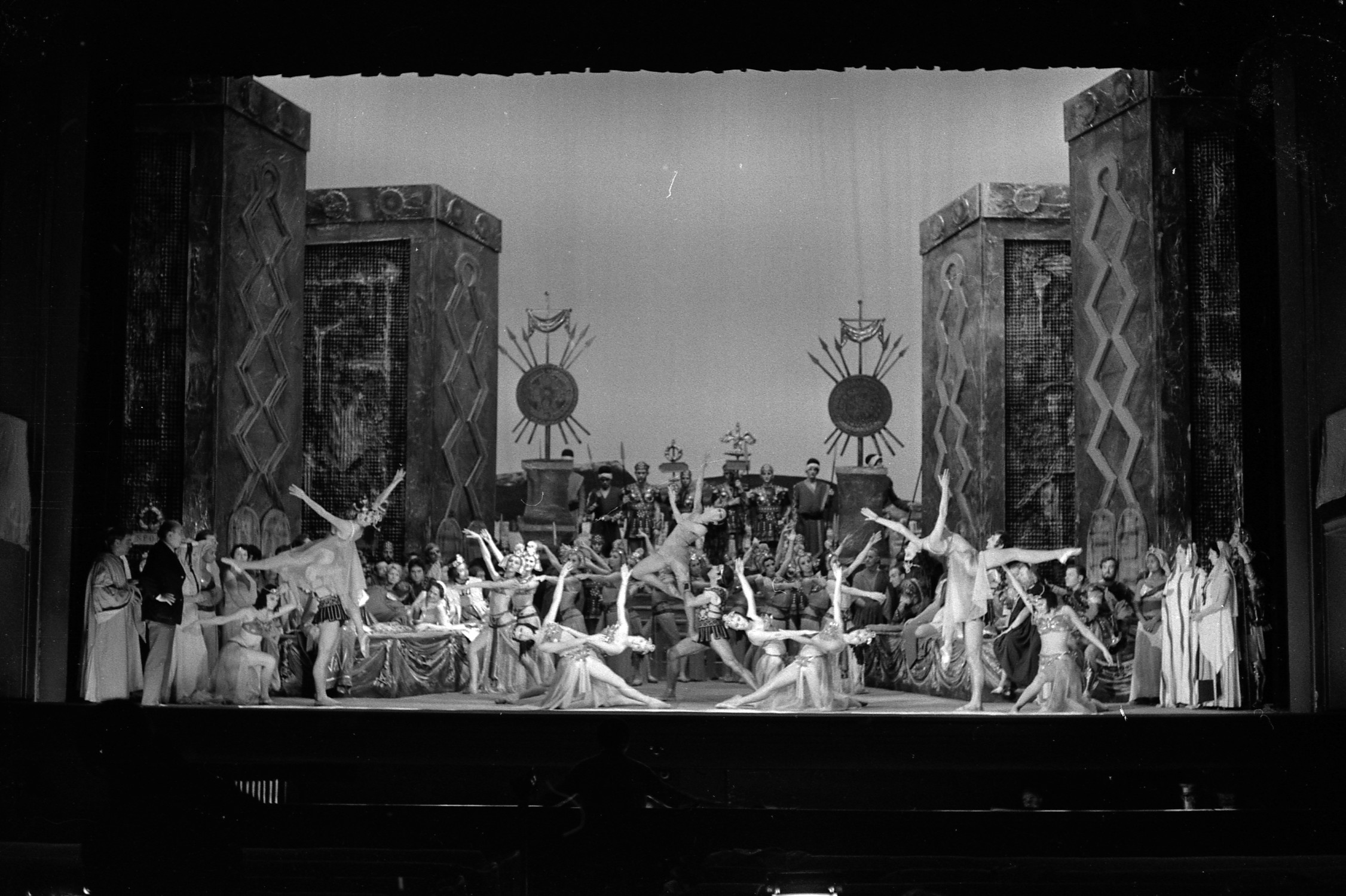
1970年のトゥールーズ・キャピトル劇場での上演

『エロディアード』はマスネが作曲した三つのグランド･オペラ『ラオールの王』（ Le roi de Lahore）、『ル・シッド』とこの作品の中では最も出来が良いと言われている。マスネの代表作である『ウェルテル』『マノン』や『タイス』など抒情的なオペラとは全く趣がことなる。『エロディアード』の特徴はエネルギーと男性的な推進力に溢れていることである。初演のモネ劇場では初演以来55回の上演がなされ、その功績からマスネはレオポルド勲章を受章している。1884年2月1日にパリのイタリア座での再演はアンジェロ・ザナルディーニの伊語翻訳によるものだが、場面構成の見直しや役の追加なども加えられ、初演の3幕5場構成から4幕6場に改訂し現在の形となった。

### 初演後
イタリア初演は1882年2月23日にミラノ・スカラ座にて行われた。
アメリカ 初演は1892年2月13日にニューオリンズのフレンチ・オペラハウスにて行われた。配役はケニャール、デュヴィヴィエ、ヴァルエ、ジルモ、レイ、デュラン、ロッシらであった。イギリス初演は1904年7月6日にロンドンのコヴェント・ガーデンロイヤル・オペラ・ハウスにて、『サロメ』と改題して行われた。配役はカルヴェ、ラン、シャルル・ダルモレス、モーリス・ルノー、プランソンら、指揮はロースであった。日本初演は東京オペラ・プロデュースによって2012年6月24日に新国立劇場中劇場にて、大隅智佳子のサロメ、及川睦子のエロディアード、内山信吾がジャン、秋山隆典がエロデ王、峰茂樹のファニュエル、笠井仁のヴィテリウスほかの配役で飯坂純の指揮のもと、東京オペラ・フィルハーモニック管弦楽団と東京オペラ・プロデュース合唱団によって上演された。なお、演出は八木清市で同歌劇団の第90回定期公演として行われた。

## 登場人物
| 人物名             | 声域           | 役                         | 初演時のキャスト 1881年12月19日 指揮：ジョゼフ・デュポン |
| ------------------ | -------------- | -------------------------- | -------------------------------------------------------- |
| サロメ             | ソプラノ       | 踊り子・エロディアードの娘 | マルト・デュヴィヴィエ                                   |
| エロディアード     | メゾ・ソプラノ | エロドの妻・王妃           | ブランシュ・デシャン=ジェアン（英語）                    |
| ジャン             | テノール       | 洗礼者・予言者             | エドモン・ヴェルニェ                                     |
| エロド王           | バリトン       | ユダヤ王                   | テオフィル=アドルフ・マヌリ                              |
| ファニュエル       | バス           | 占星師                     | レオン・グレス                                           |
| ヴィテリウス       | バリトン       | ローマの総督               | アンリ・フォンテーヌ                                     |
| バビロニアの娘     | ソプラノ       | バビロニアの娘             | エルヴェ                                                 |
| 寺院内で聞こえる声 | テノール       | －                         | マンシュエド                                             |
| 大祭司             | バリトン       | 大祭司                     | ブタン                                                   |

- 合唱：祭司たち、商人たち、 パリサイ人、サマリア人、 カナン人、 民衆、兵士、ガリラヤ人
- バレエ団：必要、ただし省略する演出もある。

## 楽器編成
- 木管楽器:フルート2、ピッコロ1、オーボエ2、イングリッシュホルン 1、クラリネット2、ES管クラリネット1、バスクラリネット1､ファゴット2、アルト・サクソフォーン1、テナー・サクソフォーン1
- 金管楽器:ホルン4、トランペット2、 コルネット2、 トロンボーン4、バスチューバ1
- 打楽器:ティンパニ2、大太鼓、トライアングル、シンバル、グロッケンシュピール､小太鼓､タムタム、チェレスタ。
- ハープ2、 弦五部。

舞台裏:
- フルート2､ピッコロ2､ クラリネット2､Eb管トランペット1
- ハープ、アンティークシンバル2、トライアングル、デラブッカ1、 チェレスタ、ピアノ

## 演奏時間
約2時間15分(第1幕40分,第2幕35分,第3幕40分,第4幕20分) 

## あらすじ
時と所：西暦30年頃のエルサレム

### 第1幕

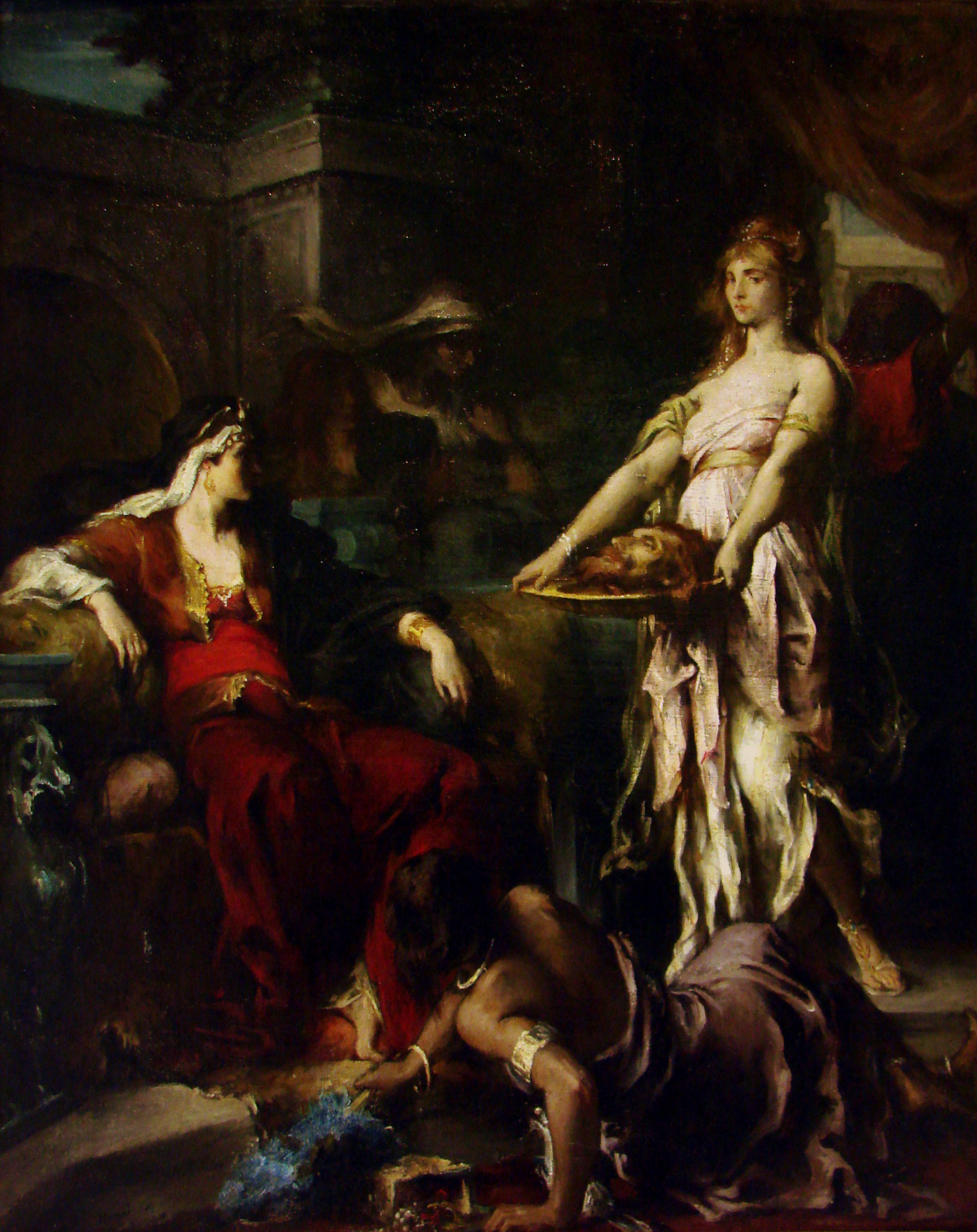
アンリ・レヴィによる『エロディアード』(1872)ナンシー美術館所蔵

宮廷の庭
隊商とその奴隷たちがエルサレムに到着する。王に献上する品物を運んで来たユダヤ人とサマリア人が争っているのを、占星師のファニュエルがローマという共通の敵に立ち向わなければならない時期に、仲間割れは辞めるよう両者を諌める。ファニュエルはアリア「この世は不安に満ちている」を歌い、危機が迫っていることを暗示する。群衆が退場すると、踊り子のサロメが現れると、このような場所にサロメがとファニュエルが驚く。ファニュエルはサロメがエロディアードの娘であることを知っているが、サロメ自身はその事実を知らずにいる。（このオペラではサロメはこの段階で王家の一員としては進行しない。）サロメは常に母を捜し続けているが見つからないとアリア「いつも母を探して」を歌う。サロメは砂漠で洗礼者に会い、彼の立派な説教と美貌に魅せられてしまったと語り、アリア「彼は優しく、美しい」を歌う。そして、今度はその洗礼者を捜しに出掛けてしまう。サロメとファニュエルが退場するとエロド王が現れる。王宮の踊エロド王はり子達の中にサロメがいないことに気づく。エロド王はサロメに対し不義の愛情を抱いており、サロメの不思議な魅力を語り、「サロメよ戻れ」と歌う。すると、王の後を追って、王妃エロディアードが現れ、予言者ジャンが王妃のことを悪く触れ回っているので、捕まえて処刑して欲しいと伝え劇的なアリア「侮辱に対して復習を」を歌う。そして、エロドのためにエロディアードが家族と子供を捨てたのだということを思い出させ、「お断りなさいませぬように」と釘を刺すのだった。しかし、王は予言者であり洗礼者であるジャンの処刑は民衆の暴動を誘発し兼ねないので無理だと言う。すると当のジャンが突然現れ、「邪悪な女」と激しく呪う。この激しい怒りに恐れをなして二人が退場すると、代わってサロメが入ってくる。サロメは探していた予言者の姿を見つけ喜び、間髪を置かずにジャンに愛を告白するが、ジャンは私の運命は定められているとしてサロメの男女の愛を拒絶し「どうしても愛するというのなら、魂を天まで高め夢の如く愛せ」と諭して姿を消す。サロメはその姿を恍惚として見つめるのだった。

### 第2幕

#### 第1場（第2幕）

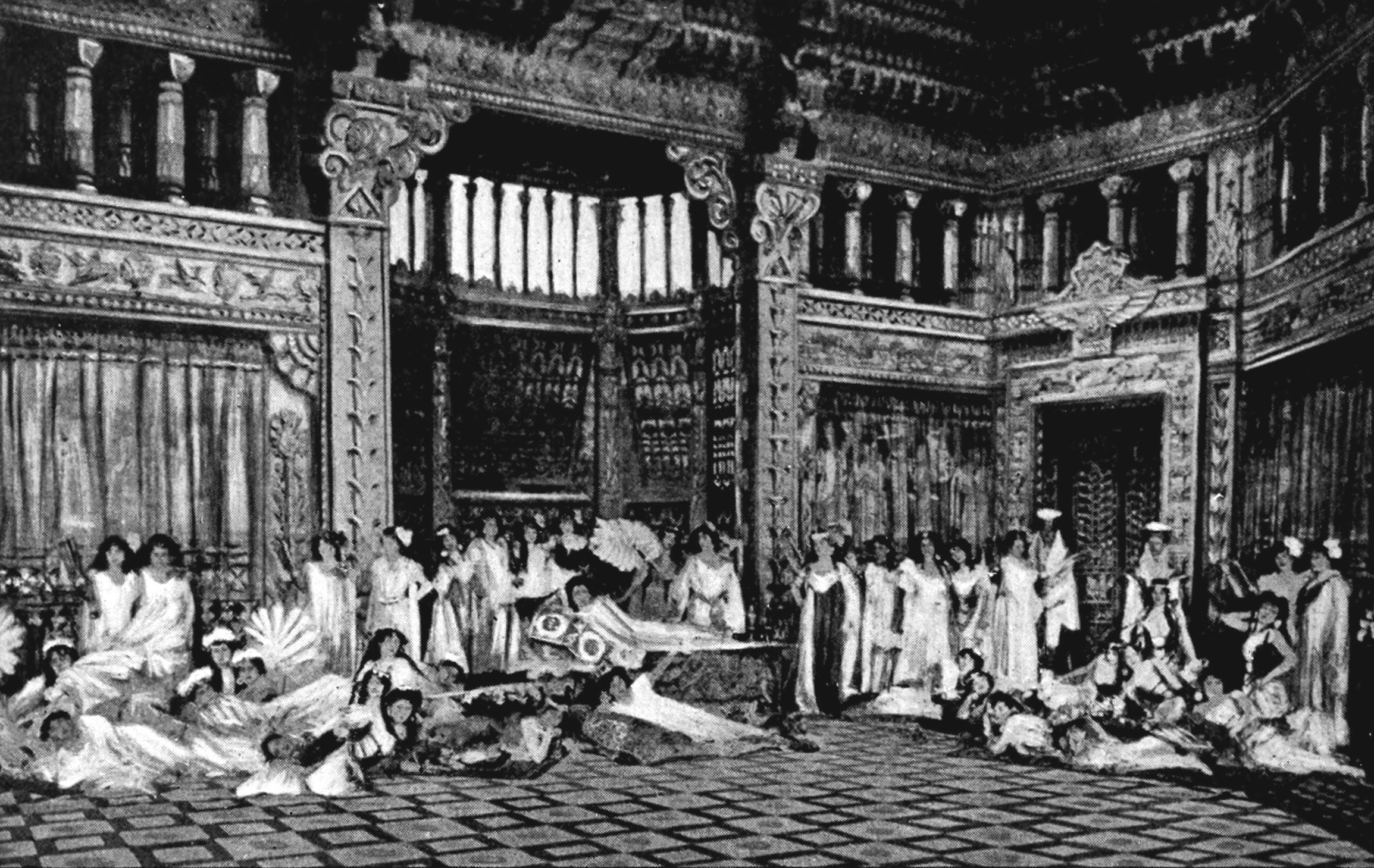
1917年の上演時のエロードの部屋

王の部屋
エロド王が奴隷女達の踊りを見ながら、サロメを想っていると、一人の女がこれを飲むとサロメの幻影を見ることが出来ると言う魔法の酒を持ってくる。王がこれを飲みサロメの幻影を見て楽しみながら、幻想のアリア「常に求め、なお与えられぬ」と歌う。そこへファニュエルが現れ、恋情にかまけて政務をないがしろにしていてはいけないと非難する。ローマが支配地域を拡大し、近隣にまで迫っている。人々は不安に苛まれ、予言者のジャンが救世主の到来を告げ、人心を惹きつけているのだった。王はジャンの人望を利用して、ローマ人を追い返す決心を固めるのだった。

#### 第2場（第2幕）

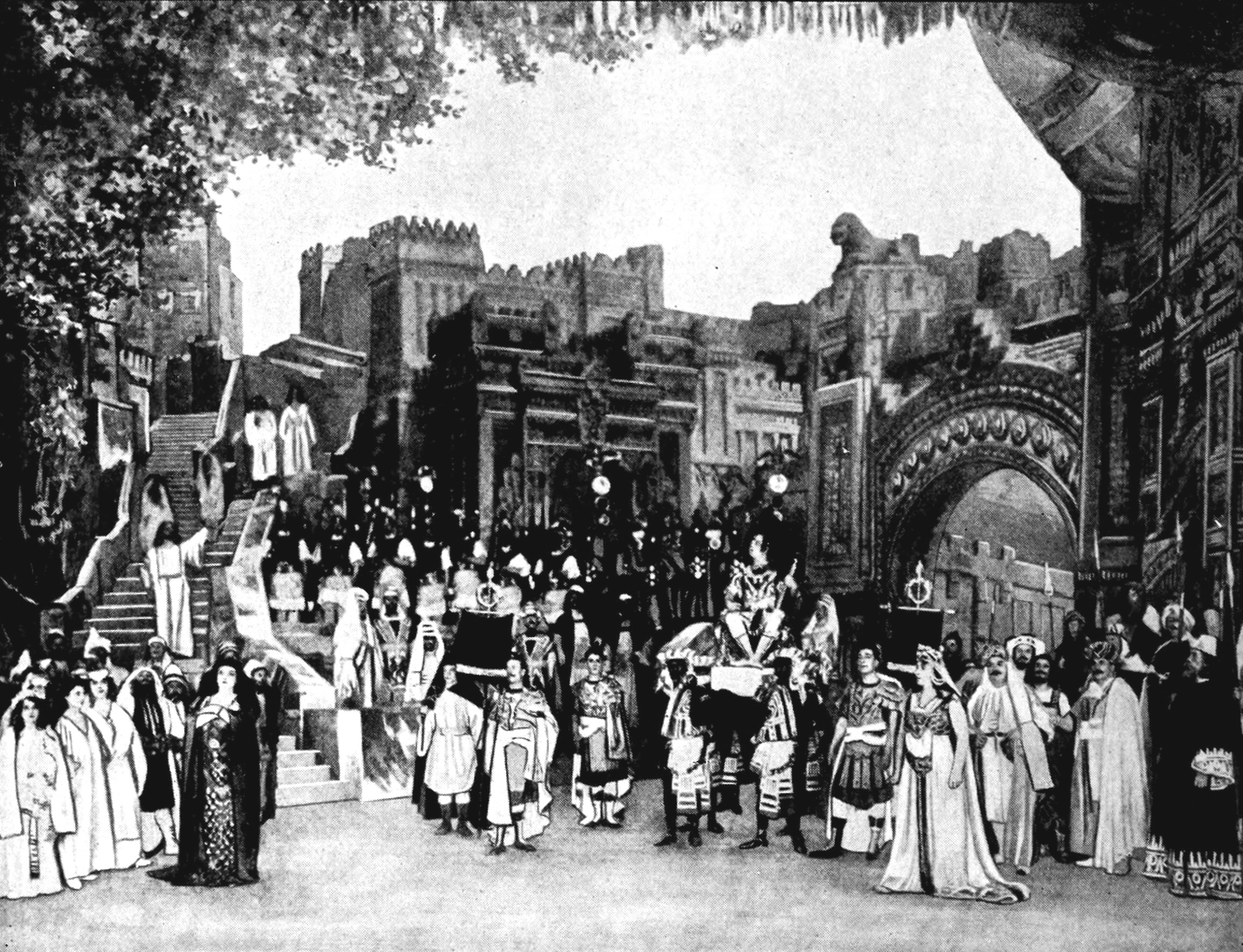
1917年の上演時のエルサレムの広場

エルサレムの広場
ローマと戦う決意を固めたエロド王は近隣諸国の使節とエルサレム臣民に結束と団結を扇動し、民衆も「独立か死か！」と呼応する。エロディアードが現れ、ローマの総督ヴィテリウスが軍を従えて市内にくることを告げる。街の中央広場に現れたローマのヴィテリウスは怒りのこもった眼差しで民衆を鎮めると、民衆の不満は何なのだと問う。そして、ローマ皇帝ティベリアスの名において民衆の希望する寺院の返却や宗教の自由を保証してしまう。すると、民衆はあっさりと態度を変え、ローマの総督に迎合し「ローマ万歳！」などと叫び始める。そこへ予言者のジャンとサロメが、カナン人の女達と共に「ホザンナ」を歌いながらやって来て、世俗的な権力よりも霊的な力が勝るのだと告げ、ローマの支配は長く続かないと言う。ヴィテリウスはジャンを狂人であると罵るのだった。

### 第3幕

#### 第1場（第3幕）
ファニュエルの家
洗礼者のファニュエルが「ジャンは人間なのか神なのか」とジャンの重要性を見定めようと「眠れ愚かなる街よ」を歌いつつ思案している。すると、エロディアード王妃がやって来て、王の寵愛の対象になっている少女の正体を問い詰める。ファニュエルがエロディアードに幼かったサロメを含め家族を捨てていたこと思い出させ、寵愛の対象の女性は正にそのサロメだと告げる。エロディアードは激高し、そんなことがあるはずはないと否定し帰って行く。ファニュエルは「そなたは女であっても母親ではないのか…」と呪うように言うのだった。

#### 第2場（第3幕）

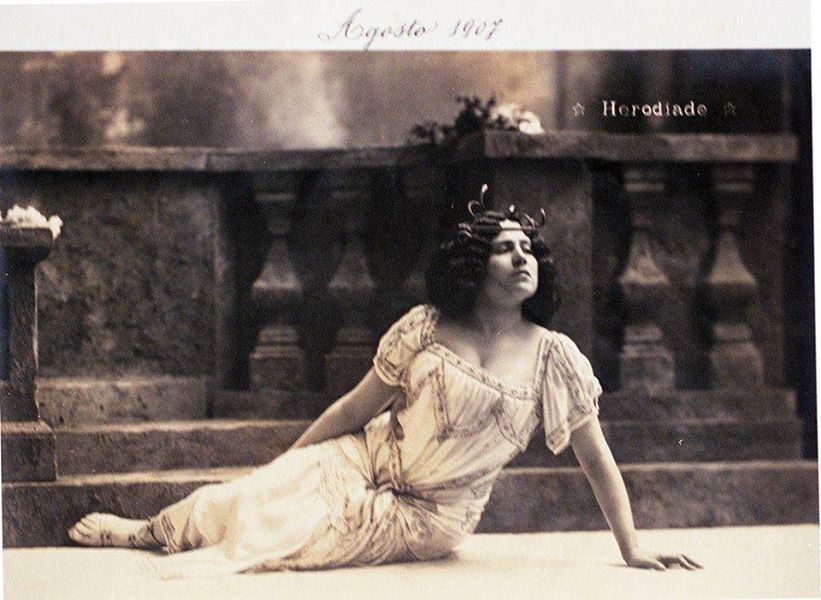
サロメを演じるマリア・ファルネティ

神殿内
ローマ総督ヴィテリウスによってジャンは、神殿の地下に監禁されていたのだった。愛するジャンを捜しにやって来たサロメが苦しい胸の内をアリア「この苦しみ！」を歌い、嘆く。エロド王が現れ、サロメを見つけると、彼女に優しく愛を訴えたり、権力を振りかざしたりしてサロメに執拗に迫る。サロメは頑として王を拒絶する。エロド王は怒って退散する。神殿には人々が集まり始め、大祭司が祈祷を促す。祭司たちは総督ヴィテリウスにユダヤの掟を破ったとしてジャンの処刑を求めたが、ヴィテリウスはユダヤ人の間の処罰は、エロド王に任せようと言い、王に権限を与える。ジャンが王の前に引き立てられてくる。王はジャンと問答を始め、皆の要求に反して彼を救おうとしていたのだった。しかし、サロメが現れると懸命にジャンの命を救おうとしている様子から、サロメがジャンを熱愛していると分かってしまう。すると激しい嫉妬心が沸き起こり、ジャンの処刑を宣言してしまう。サロメが自分も処刑するよう願い出るとエロド王の怒りは更に高まるのだった。

### 第4幕

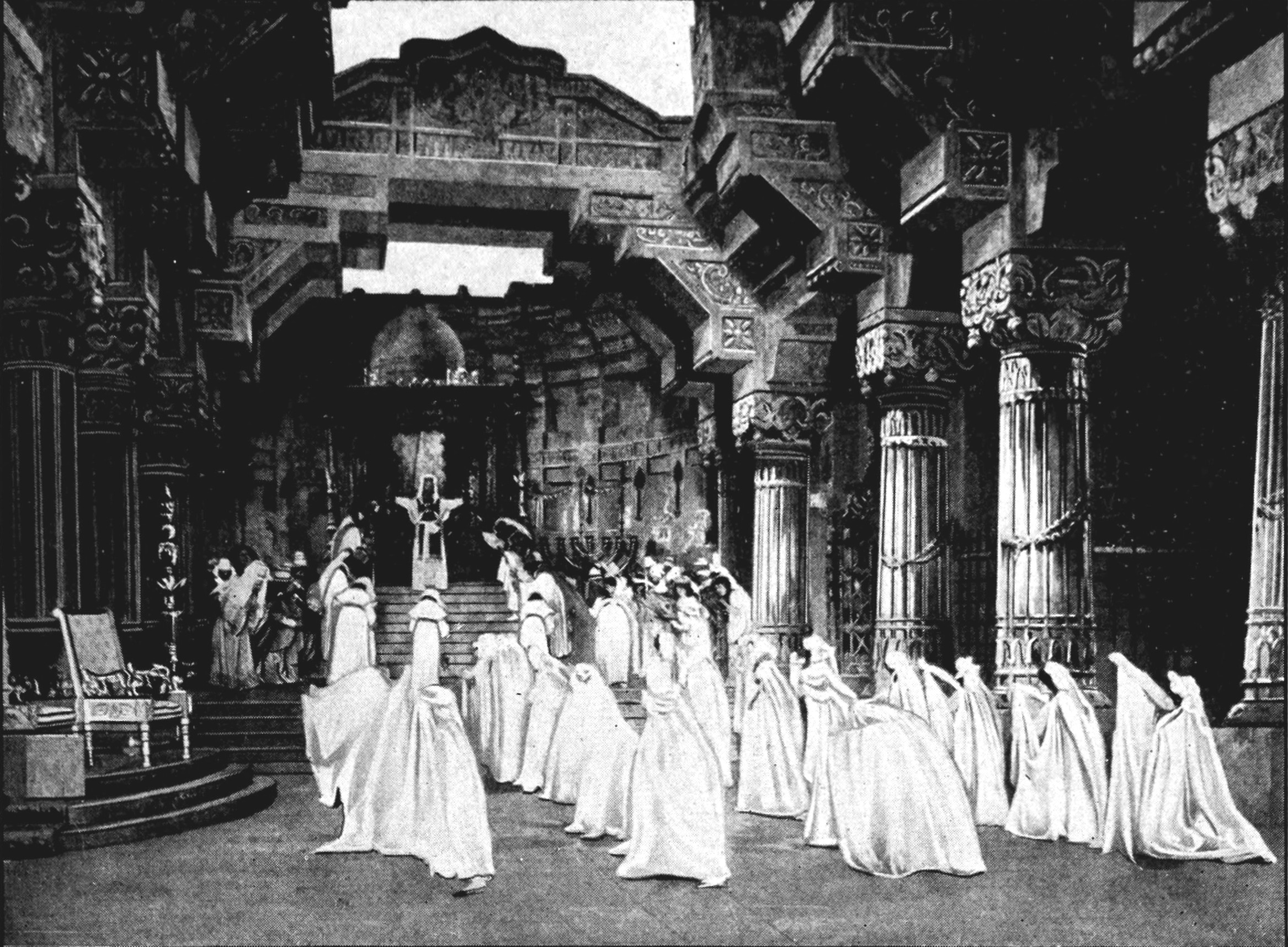
1917年の上演時の寺院内の裁判所

#### 第1場（第4幕）
神殿の地下牢
ジャンは死を覚悟しておりアリア「儚きこの世よ、さらば！」を歌う。更に、自分もサロメを愛することを抑えられず「乙女を愛することは信仰の妨げになるのか」と神に問い祈った。そこへサロメが現れ共に死にたいと言うので、ジャンも自らのサロメへの愛を告白した上でサロメは生きるようにと願う。大祭司が現れ二人を引き離すと、サロメは若年故に赦され宮廷に、ジャンは死刑場へと連行されていかれるのだった。

#### 第2場（第4幕）

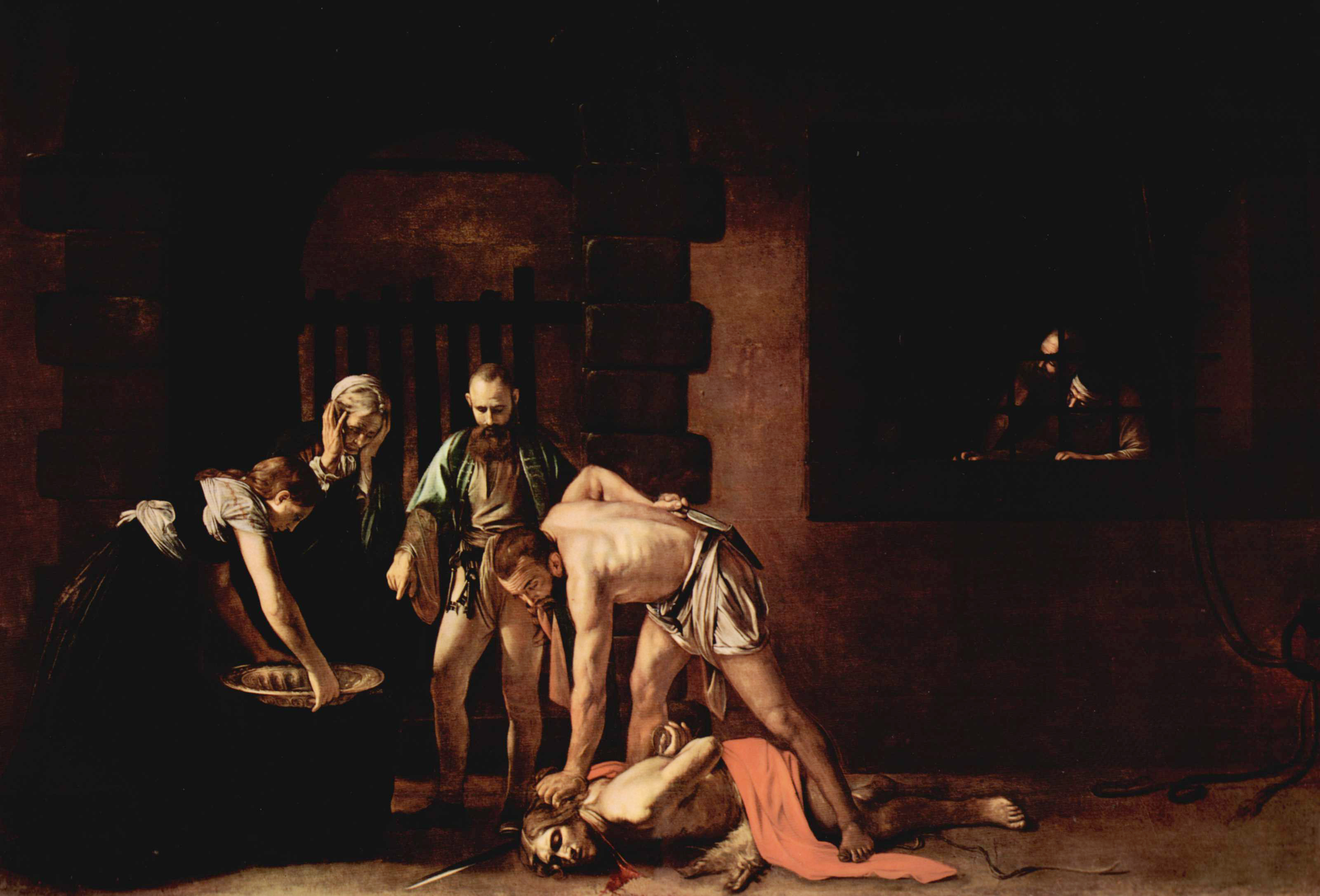
カラヴァッジオによる聖ヨハネ（ジャン）の斬首(1608)

宮廷内の祝典の広間
広間ではローマ軍がユダヤ人を隷属させたのを喜び祝典を行っている。エロド王、エロディアード、総督ヴィテリウスが登場する。ここでは５曲のバレエが挿入される。（①エジプト人の踊り②バビロニア人の踊り③ガリア人の踊り④フェニキア人の踊り⑤フィナーレ）サロメは踊りを披露した後、エロディアード王妃にジャンの赦免を申し出る。サロメが自分を捨てた母のことを歌うとエロディアードは母としての気持ちを揺り動かされる。しかし、時既に遅くジャンは処刑された後だった。血の付いた剣を持った死刑執行人が登場する。逆上したサロメは剣を抜き取るとエロディアードに襲いかかる。エロディアードが「許して！自分こそあなたの母親なの」と叫ぶのを聞き、サロメは「全ての忌わしいことから解放されたい」と自らの胸に短剣を突き立てて事切れるのだった。

## 主な録音
| 年   | 配役 サロメ エロディアード ジャン エロデ王 ファニュエル ヴィテリウス                                                                    | 指揮者 管弦楽団及び合唱団                                                            | レーベル                           |
| ---- | --- | ------------------------------------------------------------------------------------ | ---------------------------------- |
| 1974 | ミュリエル・ド・シャンヌ ナディーヌ・ドゥニーズ ジャン・ブラッチ エルネスト・ブラン ピエール・トウ ミッシェル・フィリップ               | デイヴィッド=ロイド・ジョーンズ フランス放送管弦楽団 及び合唱団                      | CD: Opera D'oro : OPD-1336         |
| 1984 | モンセラート・カバリェ ドゥーニャ・ヴェイソヴィチ ホセ・カレーラス ホアン・ポンス ロデリック・ケネディー エンリケ・セッラ               | ジャック・デラコート バルセロナ・リセウ大劇場管弦楽団 リセウ大劇場合唱団             | CD: Legato Classics: 17045750      |
| 1987 | レオナ・ミッチェル グレース・バンブリー ジルベール・ピィ ブライアン・シェックスネイダー ロデリック・ケネディー フレデリック・ヴァサール | ジョルジュ・プレートル ニース・フィルハーモニー管弦楽団 ニース歌劇場合唱団ほか       | CD: Gala: GL100.631                |
| 1994 | ルネ・フレミング ドローラ・ザジック プラシド・ドミンゴ ホアン・ポンス ケネス・コックス ヘクター・ヴァスケス                             | ヴァレリー・ゲルギエフ サンフランシスコ歌劇場管弦楽団 サンフランシスコ歌劇場合唱団   | CD: Sony Classical UK: 88697446612 |
| 1994 | シェリル・ステューダー ナディーヌ・ドゥニーズ ベン・ヘップナー トーマス・ハンプソン ジョセ・ヴァン・ダム マルセル・ヴァノー             | ミシェル・プラッソン トゥールーズ・キャピトル国立管弦楽団 ＆トゥールーズ歌劇場合唱団 | CD: EMI No:5598352                 |
| 1995 | ナンシー・グスタフソン アグネス・バルツァ プラシド・ドミンゴ ホアン・ポンス フルッチョ・フルラネット ハンス・ヘルム                     | マルチェッロ・ヴィオッティ ウィーン国立歌劇場管弦楽団 ウィーン国立歌劇場合唱団       | CD: RCA 7432179597                 |